# Форсаж: Хоббс и Шоу
«Форса́ж: Хоббс и Шо́у» (амер. Fast & Furious Presents: Hobbs & Shaw, межд. Fast & Furious: Hobbs & Shaw) — американский фильм в жанрах комедийного боевика и бадди-муви 2019 года, снятый Дэвидом Литчем по сценарию Криса Моргана и Дрю Пирса на основе рассказа Моргана. Девятый полнометражный фильм франшизы «Форсаж» и спин-офф серии, действие которого происходит после событий фильма «Форсаж 8» (2017) и до событий фильма «Форсаж 9» (2021). В фильме Дуэйн Джонсон и Джейсон Стэтхэм повторяют свои роли из основного сериала в роли Люка Хоббса и Декарда Шоу соответственно, а также в главных ролях Идрис Эльба, Ванесса Кирби, Эйса Гонсалес, Клифф Кертис и Хелен Миррен. Сюжет повествует о невероятном объединением главных героев, когда они объединяются с сестрой Шоу (Кирби), чтобы сразиться с кибернетически усиленным террористом (Эльба), угрожающим миру смертельным вирусом.
Звезда сериала и продюсер Вин Дизель впервые заявил в 2015 году, что возможные спин-оффы находятся на ранней стадии разработки, и в октябре 2017 года было официально объявлено о «Форсаже: Хоббс и Шоу». Литч подписал контракт с режиссером в апреле 2018 года, а Кирби и Эльба присоединились к актерскому составу в июле. Съемки начались в сентябре и продолжались до января 2019 года, в основном в Лондоне и Глазго. Премьера фильма «Форсаж: Хоббс и Шоу» состоялась 13 июля 2019 года в театре Долби в Голливуде, а 2 августа 2019 года он был показан в США компанией Universal Pictures (1 августа 2019 — в России). Фильм получил смешанные отзывы критиков, которые хвалили историю, но критиковали за то, что она слишком «героична». Он собрал более 760 миллионов долларов по всему миру. Консенсус Rotten Tomatoes гласит, что он «извлекает приличную выгоду из хорошо подобранных звезд и чрезмерных последовательностей действий». Сиквел находится в разработке.

## Сюжет
Группа агентов МИ-6 под командованием Хэтти Шоу пытается выкрасть биохимическое оружие СТ-17 «Старичок» (в оригинале — англ. Snowflake, рус. Снежинка), способное уничтожить почти 50 % населения планеты (по словам Брикстона, вирус убьёт только «слабаков» для Этеона). Киборг-солдат Брикстон Лор устраивает им засаду и убивает всех. Пытаясь спрятать вирус, Хэтти вводит его в себя и скрывается.
Спецагент Люк Хоббс и наёмник Деккард Шоу, старший брат Хэтти, получают информацию о краже вируса и вынуждены работать вместе. Деккард направляется к дому своей сестры, в то время как Люк успевает найти её. Люк сопровождает Хэтти к лондонской базе ЦРУ, которую затем атакует Брикстон и похищает оперативницу. Хоббс с Деккардом спасают Хэтти и бросаются в бега. Герои отправляются на фабрику «Этеон» в Чернобыль, где хранится устройство для извлечения вируса (экстрактор). Похитив устройство, они сбегают, уничтожают объект, но при этом повреждают устройство. Люк предлагает направиться на Самоа, откуда он родом.
Прибыв на Самоа, братья Люка прохладно его встречают, так как много лет назад Люк сдал их отца. Люк просит своего самого старшего брата, Джону Хоббса, починить устройство, но тот отказывается и пытается их выгнать. Однако мать семейства, единственная, кто рад видеть Люка, уговаривает всех помочь им. Джона восстанавливает повреждённый во время побега с фабрики «Этеона» в Чернобыле экстрактор, и тот начинает извлекать вирус из Хэтти. На это у аппарата должно уйти 30 минут.
На остров прибывают наёмники «Этеона» во главе с Брикстоном. После довольно продолжительной битвы между наёмниками и семьёй Хоббса киборг похищает оглушённую взрывом Хэтти и отводит к вертолёту. Люк и Деккард сбивают вертолёт и дают бой Брикстону. Киборг проигрывает и «Этеон» отключает его от системы жизнеобеспечения.
В отдельных кадрах Люк знакомит дочь со своей матерью и братьями на Самоа; Хэтти и Деккард навещают свою маму в тюрьме и приносят ей торт, в котором спрятана вещь для спасения из заточения…
В первой сцене напарник Хоббса агент Лок попадает в перестрелку и звонит Хоббсу, сообщая ему о новом вирусе.
Во второй сцене после титров находящийся в тренажёрном зале Хоббс звонит Деккарду Шоу, якобы «желая поболтать». На самом деле он хочет послушать, как полицейские, приехавшие к Деккарду в паб, арестовывают Шоу.
Третья сцена после титров является продолжением первой. Лок начинает волноваться, что он истекает кровью, и говорит Хоббсу об этом, но почти сразу осознаёт, что это кровь убитых им наёмников.

## В ролях
| Актёр                | Роль                          |
| -------------------- | ----------------------------- |
| Дуэйн Джонсон        | Люк Хоббс                     |
| Джейсон Стейтем      | Деккард Шоу                   |
| Идрис Эльба          | Брикстон Лор                  |
| Ванесса Кирби        | Хэтти Шоу                     |
| Хелен Миррен         | Магдалина Шоу                 |
| Эйса Гонсалес        | Мадам М                       |
| Клифф Кертис         | Джона Хоббс                   |
| Лори Пеленис Туисано | Сефина Хоббс                  |
| Эдди Марсан          | профессор Андрейко            |
| Райан Рейнольдс      | агент Виктор Лок              |
| Роб Дилейни          | агент Лоб                     |
| Кевин Харт           | Динкли                        |
| Элиана Суа           | Сэм Хоббс                     |
| Роман Рейнс          | Матео Хоббс                   |
| Джош Мауга           | Тимо Хоббс                    |
| Даниэл Бернхардт     | головорез в драке с Деккардом |
| Дэвид Литч           | пилот вертолёта               |

## Реакция

### Кассовые сборы
«Форсаж: Хоббс и Шоу» собрал 174 миллиона долларов в США и Канаде и 586 миллионов долларов на других территориях, на общую сумму 760 миллионов долларов по всему миру. Deadline Hollywood подсчитал, что чистая прибыль от фильма составила 84 миллиона долларов, если учесть все расходы и доходы.
В Соединенных Штатах и Канаде фильм должен был собрать 60-65 миллионов долларов в 4253 кинотеатрах в первые выходные, в то время как некоторые инсайдеры предсказывали, что он может превысить 70 миллионов долларов. В первый день фильм собрал 23,7 миллиона долларов, в том числе 5,8 миллиона долларов на предварительных просмотрах в четверг вечером, что является самой высокой суммой как для Джонсона, так и для Стэтхэма за пределами основного сериала «Форсаж». За выходные он собрал 60 миллионов долларов, заняв первое место в прокате. Как и в основных фильмах «Форсаж», у «Форсажа: Хоббс и Шоу»" была разнообразная аудитория: 40 % европеоидов, 27 % латиноамериканцев, 20 % афроамериканцев и 13 % азиатов. Во второй уик-энд фильм упал на 58 % до 25,3 миллиона долларов, оставаясь на первом месте, прежде чем на третьей неделе его заменил другой фильм Universal «Хорошие мальчики».
На других территориях предполагалось, что фильм будет стоить около 125 миллионов долларов из 54 стран, а мировой дебют составит 195 миллионов долларов. Фильм заработал 24,9 миллиона долларов за первые два дня международного проката. В первый уик-энд в Китае фильм собрал 102 миллиона долларов, что ниже прогнозов, но, тем не менее, он стал вторым по прибыльности уик-эндом 2019 года после «Мстителей: Финал» .

### Отзывы и оценки
На Rotten Tomatoes фильм имеет рейтинг одобрения 67 % на основе 343 отзывов и средний рейтинг 6,1/10. Критический консенсус веб-сайта гласит: «Форсаж: Хоббс и Шоу не достигает таких высоких оборотов, как лучшие части франшизы, но получает приличный пробег благодаря хорошо подобранным звездам и невероятным последовательностям действий». На Metacritic фильм имеет средневзвешенную оценку 60 из 100, основанную на 54 критиках, что указывает на «смешанные или средние отзывы». Зрители, опрошенные CinemaScore, дали фильму среднюю оценку «A-» по шкале от A + до F, а зрители PostTrak дали ему в среднем четыре звезды из пяти.
В своей статье для Variety Питер Дебрюге написал: «Фавориты фанатов Дуэйн Джонсон и Джейсон Стэтхэм доводят разногласия между своими персонажами, объединяясь, чтобы спасти мир в этом безвозмездно чрезмерном спин-оффе». Эрик Кон из IndieWire предоставил фильм. поставил «B-» и заявил: «Уберите извилистую экспозицию, и „Форсаж: Хоббс и Шоу“ — это олдскульная эксцентричная комедия, в которой так уж случилось, что участвуют две главные звезды боевиков». И наоборот, Ричард Ропер из Chicago Sun-Times дал фильм 1,5 из 4 звезд, написав: «В случае опасности с плохим фильмом разбейте стекло».

## Будущее
В ноябре 2019 года продюсер Хирам Гарсия подтвердил, что все вовлеченные креативщики намерены разработать продолжение, и разговоры о проекте продолжаются. К марту 2020 года Джонсон подтвердил, что сиквел официально находится в разработке, а творческая группа еще не определена. Продюсер Хирам Гарсия подтвердил, что проект находится в активной разработке после положительного приема публики и финансового успеха «Форсаж: Хоббс и Шоу». Продюсер объявил, что историю пишет Крис Морган. В апреле 2020 года Крис Морган был официально принят на производство проекта в качестве сценариста. Джонсон выразил волнение по поводу «Форсажа: Хоббс и Шоу 2», заявив, что в этой истории будут представлены новые персонажи, в том числе герои, антигерои и злодеи.
В ноябре 2021 года Джонсон сообщил, что разработал оригинальную идею сиквела, которую он описал как «антитезу … фильмам „Форсаж“ …», и что он представил эту концепцию председателю Universal Pictures Донне Лэнгли. Президент Seven Bucks Хирам Гарсия и сценарист Крис Морган. Он уточнил, что его студия ищет проекты, обладающие качествами, которые они внутренне называют «эффектом Моисея», объяснив, что это означает, что они имеют непосредственный приоритет над остальными многочисленными проектами в их списке фильмов; заявив, что продолжение попадает в эту категорию. Он также дразнил, что его разработка будет продолжаться и продолжится после завершения их праздничного боевика «Миссия: Красный». Позже в том же месяце Хирам Гарсия подтвердил, что работа над сценарием продолжается, назвав проект «очень амбициозным».
В сцене после титров фильма «Форсаж 10» (2023) Люк Хоббс в исполнении Джонсона и его агенты штурмуют захудалый театр, где Хоббс получает звонок от главного антагониста фильма Данте Рейеса в исполнении Джейсон Момоа который обещает, что придёт за ним.
12 мая 2023 года было объявлено, что Дуэйн Джонсон снова сыграет Хоббса в картине «Форсаж 11» (2026), несмотря на его предыдущие заявления о том, что он покинул франшизу из-за хорошо известной вражды с Вином Дизелем.